# Dağeymiri, Efeler
Dağeymiri là một xã thuộc huyện Efeler, tỉnh Aydın, Thổ Nhĩ Kỳ. Dân số thời điểm năm 2010 là 440 người.